# Pizzo Bottarello
Il Pizzo Bottarello (3.487 m s.l.m. - Sonnighorn in tedesco) è una montagna delle Alpi del Mischabel e del Weissmies nelle Alpi Pennine.

## Descrizione
Si trova lungo la frontiera tra l'Italia e la Svizzera. Dal versante italiano domina la Valle Antrona; dal versante svizzero si trova sopra la Saastal.